# 王伟光 (1950年)
王伟光（1950年2月10日—），男，汉族，祖籍山东乳山，生于辽宁丹东，中华人民共和国政治人物、马克思主义理论家。是中国共产党十七届中央候补委员，第十八届中央委员。曾任中国社会科学院院长、党组书记。曾任第十三届全国政协民族和宗教委员会主任。

## 生平

### 早年经历
王伟光祖籍山东省乳山市乳山寨镇，生于辽宁省丹东市。1967年11月开始，王伟光担任黑龙江生产建设兵团39团战士，后做过会计、文书，之后任团指导员，团党委委员。1972年11月加入中国共产党。

### 学术经历
1978年，进入北京大学哲学系，1982年毕业，进入中央党校攻读硕士，硕士毕业留校，任讲师。1985年起，在中央党校攻读博士，博士毕业后任副教授，教研室主任，期间还曾在河北秦皇岛挂职，任秦皇岛市副书记。后评为教授，并任中央党校哲学教研部副主任，享受国务院特殊津贴。

### 从政经历
1994年开始正式踏入政界，并晋升为中央党校校委委员。1998年，升任中央党校副校长。2007年，改任中国社会科学院党组副书记、副院长。2013年4月任中国社会科学院院长、党组书记。2018年3月当选第十三届全国政协民族和宗教委员会主任。2023年3月退休。

## 争议
2014年9月下旬，王伟光在中共中央机关刊物《求是》旗下的《红旗文稿》发表文章《坚持人民民主专政，并不输理》，文中写到，“今天，我们中国特色社会主义国家仍然处于马克思主义经典作家所判定的历史时代，即社会主义与资本主义两个前途、两条道路、两种命运、两大力量生死博弈的时代，这个时代仍贯穿着无产阶级与资产阶级、社会主义与资本主义阶级斗争的主线索，这就决定了国际领域内的阶级斗争是不可能熄灭的，国内的阶级斗争也是不可能熄灭的。”文章引起网友热议，有指出，“如果非要说特色阶级矛盾，中国的主要阶级矛盾应该说是官僚和人民的矛盾，这才是中国特色。不实行法治，人民没有权利和自由其它都是扯淡，什么时代了，还阶级斗争，玩穿越？”也有质问“伟光正院长，公布一下您的财产，让俺们看看您属于那个阶级”。